# Comunicazione del patrimonio culturale

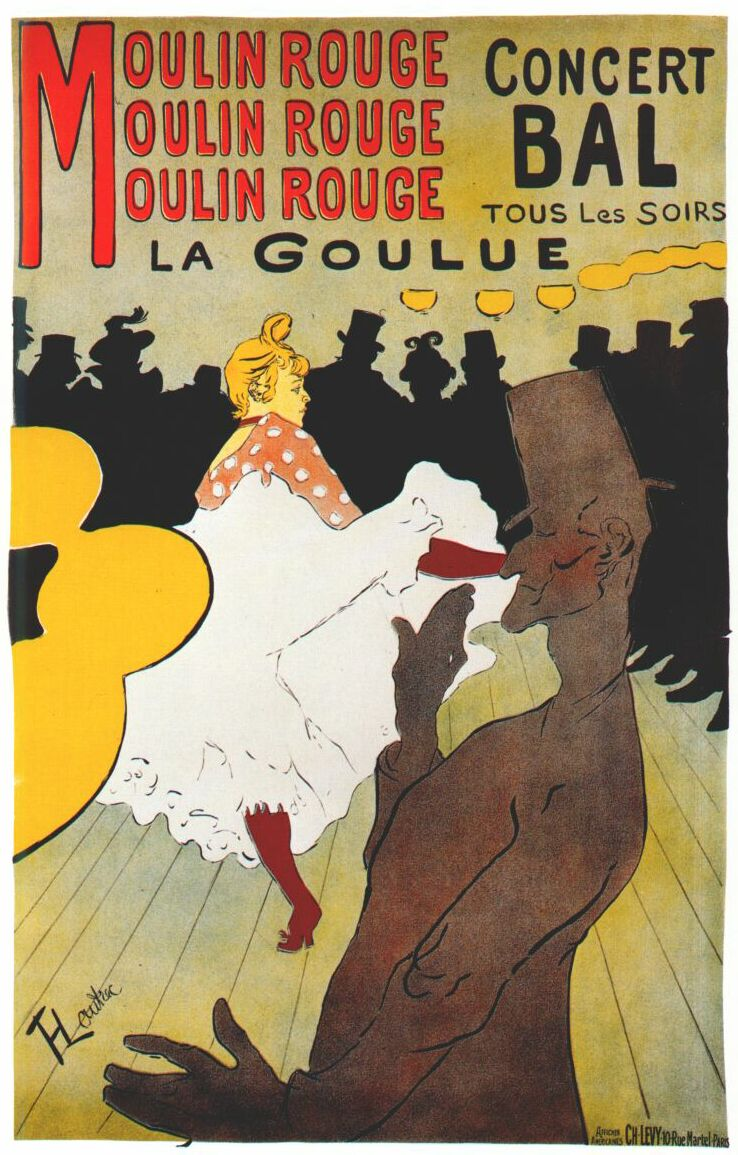
Lautrec moulin rouge, la goulue (poster) 1891

La comunicazione del patrimonio culturale (o comunicazione della cultura) è un ambito specifico del design che, in un'ottica interdisciplinare, si occupa della trasmissione, divulgazione e valorizzazione del patrimonio culturale attraverso strategie, strumenti e linguaggi tipico della disciplina. Il suo obiettivo principale è rendere accessibili e comprensibili i contenuti storico-artistici, archeologici, antropologici e scientifici a pubblici diversificati, con una crescente attenzione all’inclusione culturale e alla partecipazione attiva. Questo approccio alla comunicazione nasce in risposta ad una crescente richiesta di servizi culturali e di intrattenimento all'interno delle istituzioni culturali (musei, siti archeologici, parchi, associazioni culturali, ecc) e dalla necessità di comunicare in modo più efficace i contenuti e dati relativi ai luoghi della cultura e alle esposizioni. Attraverso un'attenta riflessione sull'identità e sul ruolo del patrimonio culturale nella società, questa comunicazione favorisce la diffusione e la valorizzazione del patrimonio stesso, rendendolo più fruibile per un pubblico eterogeneo utilizzando in particolare gli strumenti del design della comunicazione.

## Storia
Il dibattito sul ruolo dei musei e delle istituzioni culturali ha determinato lo sviluppo di un approccio specifico del design della comunicazione. Il cambiamento nella concezione delle collezioni scientifiche ha comportato la necessità di ripensare gli spazi museali in un'ottica di apertura dei musei a un'ampia platea di spettatori. Negli Stati Uniti d'America la presenza di strutture di nuova costruzione, progettate appositamente per ospitare le collezioni, ha permesso una sperimentazione formale più difficilmente applicabile nel Vecchio Continente, specialmente in Italia. Infatti, nella penisola italiana, il riadattamento di edifici storici già esistenti ha dato origine a un approccio progettuale totalmente inedito, in grado di far dialogare le collezioni con l'ambiente circostante. La modifica del concetto di museo e delle modalità di allestimento ha profondamente influenzato anche il modo in cui il design della comunicazione visiva si è approcciata ai beni culturali e alla trasmissione della conoscenza scientifica in generale. Nel contesto italiano, in particolare negli anni Sessanta, viene formalizzato da Alde Steiner il concetto di Grafica di pubblica utilità. Si tratta di un ambito di applicazione della grafica in cui il graphic designer interagisce con un committente pubblico. Il principio alla base di questo movimento consiste nella diffusione di conoscenza e di informazioni di pubblica utilità a un pubblico vasto, mettendo in rete un insieme di azioni progettuali che garantiscono una fruizione facile ed efficace dei contenuti prodotti dalle pubbliche amministrazioni italiane. Il ruolo della disciplina viene poi ulteriormente rafforzato con il decreto Ronchey del 1992, in particolare dall'articolo 4, in cui per la prima volta vengono inseriti all’interno dell’offerta dei musei e delle istituzioni culturali servizi aggiuntivi come caffetterie, bookshop, punti di ristorazione, vendita di prodotti editoriali (come cataloghi, volumi, ecc), servizi di prestito bibliotecario, ecc. In quest’ambito si muove il design della comunicazione visiva, come disciplina in grado di organizzare, in maniera sistemica, le strategie di comunicazione e valorizzazione delle istituzioni culturali. Un recente sviluppo del design per la pubblica utilità è stato il progetto Designers Italia, nato nel 2017 per definire delle linee guida di accessibilità e usabilità dei servizi digitali delle pubbliche amministrazioni italiane.

## Approcci
Un progetto di comunicazione per i beni culturali ha l'obiettivo di definire tutte le strategie di design in grado di trasmettere argomenti ad alto contenuto scientifico, orientando gli strumenti di progetto alla definizione di una forma visiva appropriata in termini di accessibilità sia fisica che culturale. Nel primo caso il designer progetta tutti gli artefatti fisici che, secondo principi di design for all, rispondono alle necessità fisiche degli utenti (per esempio rampe, percorsi specifici per persone con disabilità motorie, non vedenti, non udenti, utenti affetti da ipovisione, ecc). Nel secondo caso il ruolo del designer consiste nel definire tutte quelle strategie che permettono agli utenti di avere accesso alla conoscenza, superando una concezione, ormai datata, di cultura come patrimonio elitario e aprendo le porte delle istituzioni culturali, delle università e degli enti di ricerca a diverse tipologie di pubblico (non solo accademico) attraverso la definizione di ambienti di apprendimento inclusivi e accoglienti. L'approccio generale di un progetto di comunicazione per i beni culturali è di tipo interdisciplinare. Infatti, compito del designer è quello di dialogare con tutte le discipline interessate, con l'obiettivo di definire scientificamente i contenuti da comunicare in sistemi narrativi rigorosi, basati sui fatti e sui contenuti più profondi delle opere da comunicare.

## Applicazioni
In generale, un progetto di valorizzazione culturale prevede la progettazione di un sistema complesso di artefatti fisici e visivi che vengono progettati a partire da alcuni elementi base del design, ciascuno dei quali accuratamente scelti nell'insieme del progetto.

### Identità visiva

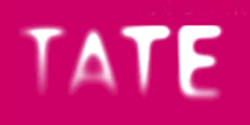
logo Tate Gallery of Modern Art, Wolff Ollins

Spesso chiamata immagine coordinata. Si tratta del progetto dell'insieme di regole visive che definiscono tutti gli artefatti, fisici o virtuali, che normano l'interazione tra istituzione e utente. Nei progetti di identità visiva si parte, spesso, dalla progettazione di un logotipo o di un marchio come elementi fortemente identitari, per poi definire un sistema che includa colori, carattere tipografico, utilizzo delle immagini e impaginati e che poi confluisce nella costruzione di una manuale di identità visiva. La differenza tra i due elementi consiste nel fatto che, mentre il logotipo spesso parte dalla tipografia e dalla composizione tipografica del nome dell'istituzione; il marchio è spesso l'accostamento di un pittogramma, un segno grafico più o meno stilizzato, e di una parte testuale, spesso ottenuta componendo il nome dell'istituzione o dell'ente pubblico per esteso o sotto forma di acronimo.

### Infografiche
Si tratta dello strumento più utilizzato nell'ambito dell'information design, che consente la traduzione di dati, quantitativi o qualitativi, per la comunicazione di fenomeni complessi (geografici, demografici, economici, politici, ecc) attraverso l'utilizzo di forme, colori e grafici adatti alla diffusione della conoscenza per un pubblico generalista. Sono molto usate nel data journalism, soprattutto dalle testate giornalistiche, dalla riviste specializzate o nell'ambito di mostre specialistiche, perché consentono di generare e visualizzare in un'unica immagine le connessioni tra fatti e concetti, persone e luoghi. Negli ultimi anni si è evoluta una branca dell'information design che si occupa di sperimentare l'utilizzo di dati (quantitativi e qualitativi) nella progettazione (forma, colore, dimensioni) e nella costruzione (materiali, produzione, ecc) di oggetti che rappresentino i dati di riferimento.

### Segnaletica

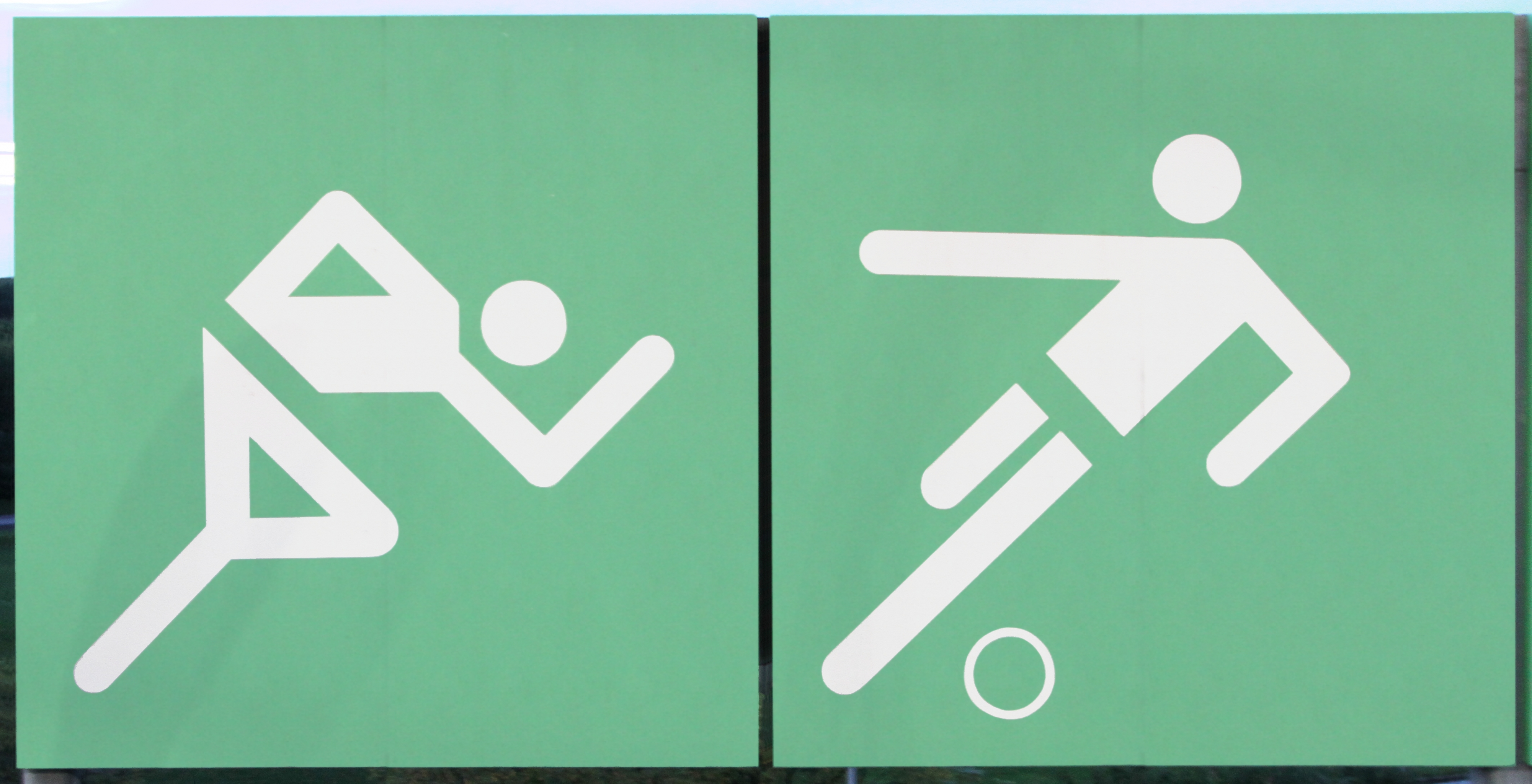
Pictograms Olympic Games, Munich, 1972

Spesso gli spazi museali necessitano di progetti specifici di segnaletica, ovvero un insieme di cartelli, segnali che permettono sia di orientare gli utenti nello spazio, sia di comunicare degli argomenti specifici attraverso l'allestimento di tavole di approfondimento che usano modelli di visualizzazione infografica. Nei progetti di segnaletica vengono spesso inclusi i pittogrammi, ovvero artefatti visivi che riassumono azioni, concetti e luoghi in un unico segno grafico altamente comprensibile. Utilizzare i pittogrammi consente di avere elementi che sono universalmente riconoscibili da chiunque, senza necessariamente avere la parte testuale di accompagnamento. Infatti, se pensiamo ai graffiti della preistoria, noteremo che si tratta della prima forma di linguaggio che l'uomo ha usato per comunicare con i suoi simili, ancor prima della scrittura e del linguaggio parlato.

### Editoria
La progettazione di libri, volumi, cataloghi, volumi di accompagnamento a mostre ed eventi (come volantini, cartoline, locandine, ecc) venduti all'interno dei bookshop, atti di convegno, ecc. In generale, tutti quei prodotti a stampa pubblicati dagli enti, che vengono progettati nell'impaginazione e nella tipologia di supporto (per esempio la scelta della carta).

### Tipografia
Con questo termine si indica generalmente l'insieme delle scelte, alla base di qualsiasi progetto di comunicazione rispetto l'utilizzo di un carattere tipografico piuttosto che un altro. Questa scelta è fondamentale per gestire il progetto di comunicazione sia in termini di narrazione, quindi cosa si vuole comunicare e come lo si vuole fare, sia in termini di leggibilità, per esempio tramite l'utilizzo, come si diceva sopra, di caratteri tipografici ad alto livello di leggibilità.

### Design di prodotto
Per quanto la progettazione di prodotti o di sistemi di prodotti sia molto legata all'ambito del disegno Industriale, in questo caso specifico si fa riferimento alla natura simbolica e narrativa degli oggetti, in grado di esprimere non soltanto la loro funzionalità, ma anche di contribuire alla costruzione di un sistema altamente riconoscibile per le istituzioni. Non si tratta semplicemente della definizione dell'insieme di gadget o del merchandising istituzionale, ma soprattutto di prodotti, molto spesso di artigianato locale, sia tradizionale che legato al mondo della fabbricazione digitale, che entrano in relazione con il complesso sistema produttivo locale, facendo interagire gli attori locali con l'istituzione culturale, rafforzando una rete attiva nella promozione di una cultura territoriale diffusa.

### Packaging
Generalmente il termine packaging viene associato al mondo della pubblicità e della produzione seriale, soprattutto in riferimento alla conservazione e alla diffusione dei beni. In realtà, esattamente come avviene per i prodotti industriali, viene spesso utilizzato come strumento utile alla costruzione di una narrazione, alla trasmissione di valori culturali e territoriali, con una funzione educativa fondamentale.